# Гремячинское городское поселение
Гремячинское городско́е поселе́ние — упразднённое муниципальное образование в Гремячинском муниципальном районе Пермского края России.
Административный центр — город Гремячинск.

## История
Образовано в 2004 году. Упразднено в 2018 году путём объединения с остальными поселениями Гремячинского муниципального района в Гремячинский городской округ.

## Население
| 2010   | 2012    | 2013  | 2014  | 2015  | 2016  | 2017  |
| ------ | ------- | ----- | ----- | ----- | ----- | ----- |
| 10 768 | ↘10 271 | ↘9877 | ↘9611 | ↘9441 | ↘9219 | ↘9011 |
| 2018   |         |       |       |       |       |       |
| ↘8743  |         |       |       |       |       |       |

## Населённые пункты
В состав городского поселения входили 3 населённых пункта, в том числе 1 город и 2 сельских населённых пункта:

## Флаг
Флаг муниципального образования Гремячинское городское поселение — опознавательно-правовой знак, служащий официальным символом муниципального образования.
Представляет собой прямоугольное полотнище голубого цвета с отношением ширины к длине 2:3, несущее в центре изображение композиции из герба городского поселения: глухаря с кистью ягод рябины в клюве, стоящего на зубчатой стене, на фоне трёх гор; изображение выполнено в белом, сером, чёрном, жёлтом и красном цветах.
Флаг утверждён 12 мая 2011 года решением Думы Гремячинского городского поселения № 17 и внесён в Государственный геральдический регистр Российской Федерации с присвоением регистрационного номера 6936.
Город Гремячинск образован в 1945 году и долгое время имел статус города областного подчинения, объединяя большую территорию, на которой находится старейший в Пермском крае знаменитый заповедник Басеги. Основные фигуры флага — три горы и глухарь указывают именно на заповедную часть территории, его перспективу как центра экологического туризма.
Чёрная зубчатая оконечность — дань уважения труду гремячинских шахтёров; три зубца — это три угольные шахты города — Западная, Гремячинская и Таёжная. Кроме того — зубчатая стена на флаге — знак, определяющий городской статус флаговладельца. Голубой цвет полотнища символизирует надежду, возрождение, показывает водные богатства территории. Чёрный цвет — символ мудрость, стабильности, постоянства. Жёлтый цвет (золото) — символ богатства, достатка, воли, постоянства. Красный цвет — символ трудолюбия, красоты, праздника. Белый цвет (серебро) символизирует чистоту, благородство, совершенство, мир.